# Tocopilla
Tocopilla este un oraș cu 23.986 locuitori (2002) situată în regiunea Antofagasta, Chile. Suprafața totală este de 4.038,8 km². Este situată la 188 km de orașul Antofagasta.